# فضل الرحمان (سیاستمدار)
فضل الرحمان (به انگلیسی Fazal-ur-Rehman) یک سیاستمدارپاکستانی و رئیس فعلی مجمع روحانیون اسلامی است. رحمان بین سالهای ۱۹۸۸ و مه ۲۰۱۸ عضو مجمع ملی پاکستان بود و پیشتر از ۲۰۰۴ تا ۲۰۰۷ به عنوان رهبر اپوزیسیون خدمت کرده بود.
رحمان یک سیاستمدار طرفدار طالبان محسوب می‌شود و به خاطر روابط نزدیک با امارت اسلامی افغانستان شناخته می‌شود. او کوشیده‌است خود را به عنوان فردی بدون ارتباط با افراط گرایان و تندروهای مذهبی نشان بدهد و چهره خود را به عنوان یک فرد معتدل اصلاح کند. وی در گذشته خواستار تحمیل شرع در پاکستان بود، اما بعداً با احزاب سیاسی سکولار اتحاد تشکیل داد.

## زندگی اولیه
رحمان در ۱۹ جون ۱۹۵۹ (۱ سپتامبر طبق یک گزارش دیگر) در دیره اسماعیل‌خان در یک خانواده سیاسی و مذهبی متولد شد. او مدرک کارشناسی خود را در زمینه مطالعات اسلامی در سال ۱۹۸۳ کسب کرد و مدرک ارشد خود را از دانشگاه الازهر مصر دریافت کرده‌است.
پدر او مفتی محمود یک محقق اسلامی و سیاست‌مدار بود که به عنوان رئیس وزیر قانون‌گذاری ایالت خیبر پختونخوا از سال ۱۹۷۲تا ۱۹۷۳ خدمت کرده بود.

## مخالفت با تحریک انصاف پاکستان
در مواقع بسیاری رحمان انتقادات شدیدی علیه عمران‌خان و حزب سیاسی تحریک انصاف پاکستان داشته‌است. در سال ۲۰۱۳ رحمان اعلام کرد که رای دادن به تحریک انصاف پاکستان حرام است و تأکید کرد که عمران خان از طرف غرب و لابی‌های یهودی حمایت می‌شود و صراحتاً وی را عامل آمریکایی‌ها، یهودیان، احمدی‌ها و شخصی ضعیف‌النفس معرفی کرد.</ref> Fazl|date=5 May 2013|work=The Express Tribune|access-date=2019-11-02}}</ref>

### راهپیمایی آزادی
در ماه مارس ۲۰۱۹ رحمان یک راهپیمایی به سمت اسلام‌آباد را راهبری کرد و قصدش را این اعلام کرده‌است که آنقدر تحصن کند تا نخست‌وزیر پاکستان جناب عمران خان از سمت خود کناره‌گیری کند. هزاران نفر از اعضای حزب او علیه عمران خان تظاهرات بر پا کرده‌اند. تظاهرکنندگان تظاهرات خودشان در تاریخ ۲۷ اکتبر از سکر آغاز کرده و از سند و پنجاب عبور خواهند کرد. دیگر احزاب سیاسی نیز به این تظاهرات که در تاریخ ۳۱ اکتبر ۲۰۱۹ به اسلام‌آباد رسید ملحق شده‌اند. رحمان راهپیمایی را هدایت کرده و در مقاطع مختلف برای آن‌ها سخنرانی کرده‌است.